# Simon de Vexin
Simon de Vexin, né en 1048 à Bar-sur-Aube, mort le 22 septembre 1082 à Rome,, était comte d'Amiens, de Vexin, de Bar-sur-Aube et comte de Crépy et de Valois, de 1074 à 1077. Fils de Raoul IV, successivement comte de Valois, de Vexin, de Mantesen 1074, et d'Amiens, et d'Adèle de Bar-sur-Aube, il est aussi nommé saint Simon, Simon de Crépy ou encore comte Simon.

## Biographie

### Adversaire du roi de France
Originaire de Crépy-en-Valois, il est élevé à la cour de Guillaume le Conquérant, duc de Normandie[réf. nécessaire]. Il devint le quatrième comte de Bar-sur-Aube à la mort de sa mère en 1053. Il obtint aussi Laferté-sur-Aube où il fit édifier un château. Il hérita également de son père Raoul, de Péronne, des comtés de Valois, d'Amiens, de Montdidier et plusieurs autres possessions en Champagne, ce qui portait ombrage au roi de France, Philippe Ier. Une guerre s'ensuit. Simon, âgé de 20 ans au début du conflit, tint tête durant 3 ans au roi de France. Tandis que les troupes du roi Philippe Ier ravageaient le Valois, les troupes de Simon dévastaient les terres royales. 
Sur les conseils du pape Grégoire VII, Simon de Vexin renonça à cette guerre et épousa la fille du comte d'Auvergne. L'archevêque de Rouen, Jean d'Ivry, négocia avec lui le retour de Gisors dans les biens de la cathédrale. Ce domaine avait été donné jusqu'à la fin de la vie de Raoul IV de Vexin, son père, par le prédécesseur de Jean, Maurille. Simon le conserva quelques années supplémentaires. Sa restitution permit non seulement le retour d'un bénéfice important pour la cathédrale mais aussi d'un site stratégique et renforçant la frontière du duché de Normandie, entre Neaufles et Neuf-Marché. Plus tard, en accord avec elle, il remit ses domaines à sa sœur, la comtesse de Vermandois, et les deux époux entrèrent dans la vie religieuse. 
En 1077, le roi Philippe Ier s'empare du Vexin français.

### Entrée dans la vie religieuse
Simon se retire au monastère de Condat, puis, jugeant que la discipline n'y était pas suffisamment respectée, s'établit avec quelques compagnons près de la source du Doubs, au milieu des bois. Il construit un ermitage (quelques cabanes), dont une maison accommodée aux usages de la vie monastique et aux besoins de la vie agricole. L'ermitage subsiste et se transforme au XIIe siècle en un petit prieuré rural dépendant de Saint-Oyend de Joux. Malgré les rudes conditions climatiques, quelques paysans s'installent et fondent le village de Mouthe (Doubs). Il serait à l'origine de l'établissement de nombreux prieurés entre 1075 et 1082, avec l'accord de Reynard, 52e évêque de Langres, et notamment ceux de Sainte-Germaine, de Saint-Pierre à Bar-sur-Aube, de Laferté (1076), de Sylvarouvres, de Latrecey, de Saint-Léger-sous-Brienne, de Cunfin, de Montier-en-l'Isle et de Sermoise. Simon, à deux reprises, doit revenir dans le siècle, d'abord appelé par Grégoire VII en 1078 pour négocier avec Robert Guiscard duc Normand de Pouille et de Calabre, puis pour servir d'intermédiaire dans un conflit entre l'abbaye de Cluny et le roi de France Philippe Ier, à propos de biens usurpés par ce dernier à l'abbaye.

### Béatification
Simon part en pèlerinage en Terre sainte, puis à Rome ; c'est là, devant la Confession de saint Pierre qu'il est atteint de la maladie qui le conduit à la mort. Il reçoit les sacrements de l'Église de la main même du pape Grégoire VII. Il est béatifié. Sa statue qui domine le village de Mouthe est inaugurée en 1934 et une relique (un os de son bras) est toujours conservée à Mouthe.

### Arcticles connexes
- Liste des saints du XIe siècle